# Theristicus melanopis
L'ibis faccianera (Theristicus melanopis (Gmelin, 1789)) è un uccello della famiglia Threskiornithidae.

## Distribuzione e habitat
Theristicus melanopis è diffuso in Argentina meridionale, Cile meridionale ed è presente, con una popolazione isolata, in Perù occidentale.